# Dobšice, Znojmo
Dobšice là một làng thuộc huyện Znojmo, vùng Jihomoravský, Cộng hòa Séc.